# Shorea inaequilateralis
Espèce
Statut de conservation UICN

 EN A4cd : En danger
Shorea inaequilateralis est une espèce de plantes du genre Shorea de la famille des Dipterocarpaceae.